# Diecezja Oradea Mare
Diecezja Oradea Mare (łac.: Dioecesis Magnovaradinensis Latinorum, rum.: Dieceza de Oradea Mare) – katolicka diecezja rumuńska położona w północno-zachodniej części kraju, obejmująca swoim zasięgiem część Siedmiogrodu. Siedziba biskupa znajduje się w katedrze Wniebowzięcia NMP w Oradei. 

## Historia
Diecezja Oradea Mare została ufundowana w 1009 r. przez króla węgierskiego Stefana I Wielkiego jako jedna z sufraganii archidiecezji kalocskiej. Początkowo siedziba biskupa znajdowała się w Biharze, a od 1077 r. w Wielkim Waradynie (Oradei). Po zakończeniu I wojny światowej i przyłączeniu Siedmiogrodu do państwa rumuńskiego w 1919 r. kontakty na linii metropolia-diecezja zostały utrudnione przez położenie w odrębnych państwach. W 1930 r. na mocy konkordatu zawartego między rządem rumuńskim, a Watykanem biskupstwo zostało przyłączone do metropolii bukareszteńskiej.

## Biskupi
- ordynariusz – bp László Böcskei

## Główne świątynie
- Katedra Wniebowzięcia Najświętszej Maryi Panny w Oradei